# WTA German Open 1971
Il WTA German Open 1971 è stato un torneo di tennis facente parte della categoria Women's International Grand Prix 1971. Il torneo si è giocato a Amburgo in Germania dal 17 al 23 maggio 1971 su campi in terra rossa .

## Vincitrici

### Singolare
Billie Jean King ha battuto in finale  Helga Niessen Masthoff con il punteggio di 6–3, 6–2.

### Doppio
Rosie Casals /  Billie Jean King hanno battuto in finale  Helga Niessen Masthoff /  Heide Schildeknecht-Orth con il punteggio di 6–2, 6–1.